# Nediłkowe
Nediłkowe (ukr. Неділкове) – wieś na Ukrainie, w obwodzie odeskim, w rejonie podolskim, w hromadzie Sawrań. W 2001 liczyła 655 mieszkańców, spośród których 630 wskazało jako ojczysty język ukraiński, 16 rosyjski, 8 mołdawski, a 1 bułgarski.